# Ensemble urbain à Paris
Ensemble urbain à Paris est un site inscrit au titre de la loi du 2 mai 1930, par arrêté de Michel Guy, secrétaire d'État à la Culture, en date du 6 août 1975.
Ce site couvre 4 400 ha (soit 42 % de la superficie de Paris) répartis sur les 11 premiers arrondissements dans leur quasi-totalité, les 16e et 17e, ainsi qu'une partie des autres arrondissements extérieurs.